# Ibérica Cup
A Ibérica Cup foi um torneio amigável de pré-época criado em 1999.
O maior patrocinador foi Lucídio Ribeiro, ex-agente FIFA português e intermediário de futebol.

## Vencedores
| Ano  | Campeão      | Resultados     | Vice-campeão | Ref.              |
| ---- | ------------ | -------------- | ------------ | ----------------- |
| 1999 | RC Deportivo | 0-0 (3-2) g.p. | Benfica      | [ 2 ] [ 3 ] [ 4 ] |
| 2016 | Real Bétis   | 3-2            | Sporting     | [ 5 ] [ 6 ]       |

## Performances por clubes
| Clube         | Campeão        | Vice-campeão  | Terceiro |
| RC Deportivo  | 2 (1999, 2000) |               |          |
| Celta de Vigo | 1 (2002)       |               |          |
| Real Bétis    | 1 (2016)       |               |          |
| SL Benfica    |                | 2 (1999,2000) |          |
| FC Porto      |                | 1 (2002)      |          |
| Sporting      |                | 1 (2016)      |          |
| SC Braga      |                |               | 1 (2002) |

## Performances por países
| País     | Campeão | Vice-campeão | Terceiro |
| Espanha  | 4       | 0            | 0        |
| Portugal | 0       | 3            | 1        |